# Katecholboran
Katecholboran (zkráceně HBcat) je organoboran používaný v organické syntéze; jedná se o derivát pyrokatecholu a boranu se vzorcem C6H4O2BH.

## Příprava a struktura
Katecholboran se původně vyráběl reakcí katecholu s boranem (BH3) v ochlazovaném tetrahydrofuranu; při tomto postupu se ovšem ztrácí dva ekvivalenty hydridu. Nöth a Männig vyvinuli vhodnější způsob spočívající v reakci borohydridu alkalického kovu (LiBH4, NaBH4 nebo KBH4) s tris(katecholáto)bisboranem za použití etherového rozpouštědla, například diethyletheru. V roce 2001 zveřejnil Herbert C. Brown další postup, zahrnující reakci tri-O-fenylenbisborátu s diboranem, přičemž lze jako rozpouštědlo použít triglym nebo tetraglym. Tato metoda se vyznačuje 85% výtěžností a produkt 97% čistotou.
Na rozdíl od samotného boranu nebo alkylboranů se katecholboran vyskytuje jako monomer. Tato vlastnost je důsledkem elektronových vlivů aryloxyskupin, které snižují Lewisovskou kyselost boru. Pinakolboran má strukturu podobnou.

## Reakce
Katecholbotran v hydroboracích reaguje pomaleji než boran v tetrahydrofuranu (THF) nebo dimethylsulfidu (DMS).
Reakcemi katecholboranu s koncovými alkyny vznikají trans-vinylborany:
C6H4O2BH + HC2R → C6H4O2B-CHCHR
Produkty mohou být následně zapojeny do Suzukiových reakcí.
Katecholboran lze použít jako stereoselektivní redukční činidlo pro přeměnu β-hydroxyketonů na syn-1,3-dioly.
Katecholboran se oxidativně aduje na komplexy kovů s nízkými oxidačními čísly, přičemž se tvoří borylové komplexy.
C6H4O2BH + Pt(PR3)2 → C6H4O2BPt(PR3)2H